# Hrabina Cosel (film)
Hrabina Cosel – polski film historyczny z 1968 roku w reżyserii Jerzego Antczaka, zrealizowany na podstawie powieści Józefa Ignacego Kraszewskiego.
Zdjęcia do filmu powstały wiosną 1967 roku na Zamku Książ w Wałbrzychu, w plenerach Jury Krakowsko-Częstochowskiej, na zamku w Łańcucie i Gołuchowie. 
Równocześnie z filmem powstał 3-odcinkowy serial o tym samym tytule. TVP do 2007 r. pokazywała czarno-białą wersję serialu. W kwietniu-maju 2007 r. TVP Kultura wyemitowała nową, kolorową wersję serialu sporządzoną z kolorowego negatywu odnalezionego w Filmotece Narodowej w Łodzi. Ponownie kopię tego filmu pokazano w całości w lipcu 2016 roku na tym samym kanale.

## Obsada aktorska
- Jadwiga Barańska − Anna Konstancja Cosel
- Mariusz Dmochowski − August II Mocny
- Stanisław Jasiukiewicz − Rajmund Zaklika
- Daniel Olbrychski − Karol XII, król Szwecji
- Ignacy Gogolewski − baron Fryderyk Kyan
- Stanisław Milski − hrabia Egon Fürstenberg, marszałek dworu
- Henryk Borowski − hrabia Adolf Hoym, mąż hrabiny Cosel
- Władysław Hańcza − generał Schulenburg
- Leon Niemczyk – hrabia Lecherenne
- Krystyna Chmielewska − Marianna Denhoffowa, kochanka Augusta II Mocnego
- Mieczysław Kalenik − La Haye, porucznik gwardii królewskiej
- Maria Homerska − Krystyna Eberhardyna, żona Augusta II Mocnego
- Władysław Dewoyno − Holder, szlachcic saski
- Bronisław Pawlik − alchemik Böttger
- Aleksander Gąssowski −  hrabia Antoni Albrecht Imhoff

## Fabuła
Rok 1704. Trwa Wojna Północna. Król szwedzki Karol XII rozbija wojska Augusta II Wettina, zwanego Mocnym. Sejm ogłasza detronizację Augusta i na króla Polski wybiera Stanisława Leszczyńskiego. Wiadomość tę przywozi do Drezna młody polski szlachcic Zaklika.
August pozornie nie przejmuje się tym. Szuka zapomnienia w zabawach i ucztach. Pojawinie się na dworze pięknej hrabiny Anny Hoym wnosi do jego życia ożywienie. Wkrótce August zakochuje się niej. Hrabina rozwodzi się dla niego z mężem i rozpoczyna panowanie na drezdeńskim dworze, padając przy tym ofiarą intryg i politycznych rozgrywek.
Kiedy niestały w uczuciach król wybiera inną kochankę, Anna zaczyna walczyć o swoja pozycję. Intryganci dworscy odsuwają Annę, lecz ona nie ustaje w dążeniu do małżeństwa z królem, ma bowiem jego pisemne zobowiązanie ślubu. W końcu zostaje uwiąziona w twierdzy Stolpen, a wierny jej polski szlachcic Zaklika próby uwolnienia Anny przypłaca życiem.